# Григорівка (Каховський район)
Григорі́вка (у давнину Кой Чокрак, крим. Köy Çoqraq) — село в Україні, центр Присиваської сільської громади Каховського району Херсонської області. Населення становить 1814 осіб.
Неподалік від села знаходиться Лемурійське озеро — водойма з рожевою водою і цілющими властивостями. 

## Історія
Під час організованого радянською владою Голодомору 1932—1933 років померло щонайменше 9 жителів села.
24 лютого 2022 року село тимчасово окуповане російськими військами під час російсько-української війни.

## Населення
Згідно з переписом УРСР 1989 року чисельність наявного населення села становила 1748 осіб, з яких 838 чоловіків та 910 жінок.
За переписом населення України 2001 року в селі мешкало 1809 осіб.

### Мова
Розподіл населення за рідною мовою за даними перепису 2001 року:
| Мова       | Відсоток |
| ---------- | -------- |
| українська | 87,05 %  |
| російська  | 5,68 %   |
| вірменська | 0,11 %   |
| молдовська | 0,06 %   |
| інші       | 7,10 %   |

## Видатні уродженці
- Левицький Павло Олександрович (1926-2000) — український художник.